# マッシモンテベースボールクラブ
マッシモンテベースボールクラブは、愛知県名古屋市に本拠地を置き、日本野球連盟に所属する社会人野球のクラブチームである。2014年から活動休止中。
社会人になっても野球を続けたい青少年、スポーツ好きな人物を生かしたい企業、雇用の創造に寄与する球団の三位一体のクラブチームである。

## 概要
2007年、独立リーグの設立ブームが起こる中、東海地方には独立リーグが設立されないことから、元プロ野球選手の川又米利が社会人野球のクラブチームとして『NAGOYA23』が設立された。チーム名の「23」は、川又の現役時代の背番号23にちなんでいた。
2009年、第80回都市対抗野球大会予選で初めて1次予選を突破し、東海2次予選に進出する活躍を見せた。
2013年、川又が中日ドラゴンズのコーチに復帰したため、同じく元中日ドラゴンズ選手の湊川誠隆が選手兼任監督に就任。また、同年からチーム名を『マッシモンテベースボールクラブ』に変更した。「マッシモンテ」はイタリア語で「最高峰」という意味で、湊川がイタリアでプレーした経験から使用し、自身が立ち上げたファッションブランドにもこの名称を使用している。
2014年6月4日付けで、活動を休止した。

## 主要大会の優勝歴・出場経験
- 中日本クラブカップ　優勝1回（2010年）

## 出身プロ野球選手
- 松井宏次（内野手） - 退団後、四国・九州アイランドリーグの長崎セインツを経て、2009年育成選手ドラフト1位で東北楽天ゴールデンイーグルスに入団
- 笠原優子（投手） - 退団後、BBCスカイホークスを経て、2016年に女子プロ野球・京都フローラに入団

## 元プロ野球選手の競技者登録
- 川又米利（元：中日ドラゴンズ） - 総監督（2007年～2011年）
- 湊川誠隆（元：中日ドラゴンズ） - 選手兼任コーチ（2007年～2011年）→選手兼任監督（2012年～2014年）
- 小川宗直（元：近鉄バファローズ、中日ドラゴンズ、西武ライオンズ） - 監督→助監督
- 酒井大輔（元：広島東洋カープ） - 投手兼任コーチ（2010年～2014年）